# Agave nuusaviorum
Espèce
Agave nuusaviorum est une espèce de plante à fleur du genre de l'agave (sous-famille agavoideae dans la famille des Asparagaceae). Le nom vernaculaire en anglais est "Papalometi", ou bien "Papalome Agave".

## Description
Agave nuusaviorum pousse en solitaire d'une hauteur de 30 à 50  cm et  de 40 à 60  cm de large. Les feuilles lancéolées, oblongues à ovoïdes, raides et incurvées, vert clair à  bleuâtres ont de 12 à 40 cm de long, et de 5 à 11 cm de large. Les bords des feuilles sont irrégulièrement dentelés. L'extrémité des feuilles et brune à grise, en forme d'aiguille  de 3 cm de long.
Les panicules, inflorescence droite peut faire de 1,5 à 6 m de haut. Les fleurs en forme de cloche de couleur jaune, librement disposées apparaissent dans la moitié supérieure de l'inflorescence et sont de 50 à 70 mm de long. Le tube floral fait jusqu'à 4,5 cm de long.
Les fruits de la capsule allongée à trois chambres sont de 45 à 65 mm de long et 20 à 25 mm de large. Les graines brillantes en forme de lune noire sont de 5 à 7 mm de long et 4 à 6 mm de large.
La période de floraison s'étend d'août à décembre.

## Systématique et distribution
Agave nuusaviorum pousse au Mexique dans les États d'Oaxaca en forêt et prairies de 1700 à 2500 m d'altitude. Il est associé à la spécification Nolina, et d'autres types.
La première description d'Abisai Josue García-Mendoza a été publiée en 2010. Le nom d’espèce nuusaviorum fait référence à une ancienne communauté indigène Mixtèque Nuu Savi (ñuu savi), connue comme « peuple du pays de la pluie ».
Agave nuusaviorum est commun dans l'État d'Oaxaca au Mexique. Les représentants de la sous-espèce Agave du groupe Himieflorae, Agave potatorum et Agave seemanniana, présents dans les grandes régions d'Oaxaca et de Puebla chevauchent l'aire de répartition. L' Agave nuusaviorum du sous-genre Littaea de la région du Grand Oaxaca, nouvellement décrit par Garcia-Mendoza en 2010, est étroitement lié à l' Agave potatorum et à l' Agave seemanniana, qui diffèrent cependant de manière significative par la structure des feuilles et des fleurs des rosettes. Il semble possible que Agave nuusaviorum soit un hybride naturel entre Agave potatorum et Agave seemanniana. Des recherches supplémentaires sont nécessaires pour confirmer le statut de l'espèce.
On peut trouver , dans les dénominations de cette espèce, une variante orthographique A. nussaviorum.